# Pogodin
Pogodin je priimek več oseb:
- Dimitrij Dimitrijevič Pogodin, sovjetski general
- Mihail Petrovič Pogodin, ruski zgodovinar
- Nikolaj Fjodorovič Pogodin, sovjetski dramatik